# Pascual de Gayangos y Arce
Pascual de Gayangos y Arce, né le 21 juin 1809 à Séville et mort le 4 octobre 1897  à Londres, est un savant et orientaliste espagnol.

## Biographie
Né à Séville, il était le fils du général de brigade José de Gayangos, intendant de Zacatecas, en Nouvelle-Espagne (Mexique). Après avoir terminé ses études primaires à Madrid, à l'âge de treize ans, il a été envoyé à l'école de Pont-Levoy près de Blois, puis a commencé l'étude de l'arabe à l'École spéciale des langues orientales de Paris sous Silvestre de Sacy. Après un voyage en Grande-Bretagne, où il se maria, il obtient un poste au ministère des finances espagnol, et est transféré au ministère des Affaires étrangères en tant que traducteur en 1833.
En 1837, il retourne en Grande-Bretagne et écrit dans des revues britanniques telle que l'Athenaeum, ainsi que dans les publications de la Society for the Diffusion of Useful Knowledge, comme la Penny Cyclopædia et The Biographical Dictionary. Durant ces années, il termine son magnum opus en tant qu'arabisant : la traduction, pour la Royal Asiatic Society, de la première partie de la biographie d'Ibn al-Khatib écrite par Al Maqqari. L'édition était titrée History of the Mohammedan Dynasties in Spain et est parue en deux volumes en 1840 et 1843. En Angleterre, il est entré dans le cercle de la Holland House, où il fit la connaissance de l'hispaniste américain George Ticknor, qu'il a beaucoup aidé. En 1843, il revint en Espagne en tant que professeur d'arabe à l'Université de Madrid, un poste qu'il occupe jusqu'en 1871. Il entre en politique en 1881, quand il est nommé directeur de l'instruction publique. Il démissionne à la suite de son élection en tant que sénateur du district de Huelva.
Ses dernières années ont été consacrées à cataloguer les manuscrits espagnols au British Museum ; il avait déjà poursuivi le catalogue de Gustav Bergenroth (en) des manuscrits relatifs aux négociations entre l'Angleterre et l'Espagne dans les archives de Simancas. Son œuvre originale la plus connue est sa thèse sur les romans de chevalerie espagnol dans la Biblioteca de Autores Españoles de Rivadeneyra. Il mourut à Londres.